# Balai (Sama Dua)
Balai is een bestuurslaag in het regentschap Aceh Selatan van de provincie Atjeh, Indonesië. Balai telt 282 inwoners (volkstelling 2010).